# Folketingsmedlemmer valgt 26. februar 1853
Dette er en liste over folketingsmedlemmer valgt 26. februar 1853 ved det tredje folketingsvalg i Danmark. Der blev valgt eller kåret 101 medlemmer til Folketinget med en valgperiode på højst 3 år. I Danmark valgtes 100 medlemmer i 100 enkeltmandsvalgkredse 26. februar 1853. På Færøerne valgtes 1 medlem 30. marts 1853. Der blev ikke afholdt nogen suppleringsvalg i valgperioden som kun blev på 3 måneder.
I tabellerne nedenfor angiver Folketal befolkningstallet ved folketællingen 1. februar 1850. Vælgere angiver hvor mange som var berettigede til at stemme. Deltagelse angiver det afgivne antal stemmer, og Stemmer hvor mange stemmer som den valgte kandidat fik.

## Staden København
| Kreds | Vælgere | Deltagelse | Valgt                                             | Stemmer          |
| ----- | ------- | ---------- | ------------------------------------------------- | ---------------- |
| 1.    | 1773    | 633        | Professor, mag. H.M. Velschow                     | 364              |
| 2.    | 1812    | 954        | Konsul A. Hage                                    | 514              |
| 3.    | 1739    |            | Etatsråd, professor juris Johannes Ephraim Larsen | Valgt ved kåring |
| 4.    | 1577    |            | Statsrevisor, jernbanedirektør Viggo Rothe        | Valgt ved kåring |
| 5.    | 1648    | 500        | Lensgreve, kammerherre F.M. Knuth                 | 393              |
| 6.    | 1143    |            | Grev J. Raben                                     | Valgt ved kåring |
| 7.    | 1379    | 366        | Justitsråd, assessor, dr.jur. A.L. Casse          | 247              |
| 8.    | 2036    | 875        | Pastor C.F. Gram                                  | 497              |
| 9.    | 1250    |            | Kaptajnløjtnant Nikolai Elias Tuxen               | Valgt ved kåring |

## Københavns Amt
| Kreds | Valgsted      | Folketal | Vælgere | Deltagelse | Valgt                                            | Stemmer          |
| ----- | ------------- | -------- | ------- | ---------- | ------------------------------------------------ | ---------------- |
| 1.    | Frederiksberg | 15899    | 2271    | 819        | Professor, lic. juris C.C. Hall                  | 645              |
| 2.    | Lyngby        | 14842    | 2402    | 1195       | Professor, dr.med. C.J. Kayser                   | 689              |
| 3.    | Roskilde      | 15726    | 2341    | 783        | Gårdmand Morten Hansen                           | 574              |
| 4.    | Køge          | 14591    | 2318    | 811        | Gårdmand Peder Hansen                            | 591              |
| 5.    | Blæsenborg    | 11895    | 1821    |            | Overretsprokurator Balthazar Mathias Christensen | Valgt ved kåring |

## Frederiksborg Amt
| Kreds | Valgsted      | Folketal | Vælgere | Deltagelse | Valgt                                       | Stemmer |
| ----- | ------------- | -------- | ------- | ---------- | ------------------------------------------- | ------- |
| 1.    | Helsingør     | 14420    | 1753    | 454        | Professor, dr.theol. & philos. H.N. Clausen | 350     |
| 2.    | Fredensborg   | 15035    | 2125    | 542        | Proprietær L.A.T. Jung                      | 386     |
| 3.    | Hillerød      | 15478    | 2075    | 440        | Overlærer Joh. A. Ostermann                 | 356     |
| 4.    | Frederiksværk | 14751    | 2275    | 335        | Etatsråd, professor, dr.philos. J.N. Madvig | 326     |
| 5.    | Frederikssund | 15945    | 2488    | 1165       | Højesteretsadvokat C.E. Rotwitt             | 817     |

## Holbæk Amt
| Kreds | Valgsted   | Folketal | Vælgere | Deltagelse | Valgt                       | Stemmer          |
| ----- | ---------- | -------- | ------- | ---------- | --------------------------- | ---------------- |
| 1.    | Holbæk     | 15788    | 2347    | 1114       | Cand.theol. P.C. Zahle      | 753              |
| 2.    | Svinninge  | 16527    | 2454    | 668        | Gårdfæster Hans Jensen      | 462              |
| 3.    | Vedby      | 15810    | 2462    |            | Sognefoged Mikkel Rasmussen | Valgt ved kåring |
| 4.    | Kalundborg | 15625    | 2567    | 467        | Møller J.J. Nielsen         | 372              |
| 5.    | Nykøbing   | 13425    | 2124    | 721        | Skolelærer F.N. Andresen    | 586              |

## Sorø Amt
| Kreds | Valgsted   | Folketal | Vælgere | Deltagelse | Valgt                           | Stemmer |
| ----- | ---------- | -------- | ------- | ---------- | ------------------------------- | ------- |
| 1.    | Ringsted   | 14583    | 2332    | 1016       | Etatsråd, assessor N.M. Spandet | 532     |
| 2.    | Sorø       | 15655    | 2046    | 866        | Overretsprokurator C.C. Alberti | 632     |
| 3.    | Slagelse   | 14952    | 2086    | 1321       | Adjunkt J.C.H. Fischer          | 754     |
| 4.    | Skælskør   | 14317    | 2203    | 1134       | Pastor N.F.S. Grundtvig         | 571     |
| 5.    | Fuglebjerg | 13460    | 2073    | 918        | Skoleinspektør C.F.S. Frølund   | 669     |

## Præstø Amt
| Kreds | Valgsted       | Folketal | Vælgere | Deltagelse | Valgt                        | Stemmer          |
| ----- | -------------- | -------- | ------- | ---------- | ---------------------------- | ---------------- |
| 1.    | Store Heddinge | 14029    | 2214    | 1097       | Gårdmand Lars Hansen         | 783              |
| 2.    | Faxe           | 14000    | 2223    |            | Skolelærer Ove Peter Olsen   | Valgt ved kåring |
| 3.    | Næstved        | 14305    | 2239    | 1282       | Gårdmand Jens Jochumsen      | 859              |
| 4.    | Præstø         | 13415    | 2189    |            | Gårdmand Jens Petersen       | Valgt ved kåring |
| 5.    | Vordingborg    | 12709    | 1995    | 1223       | Gårdfæster Chr. Schroll      | 980              |
| 6.    | Stege          | 13607    | 2189    | 1013       | Gårdmand And. Christophersen | 643              |

## Bornholms Amt
| Kreds | Valgsted  | Folketal | Vælgere | Deltagelse | Valgt                 | Stemmer |
| ----- | --------- | -------- | ------- | ---------- | --------------------- | ------- |
| 1.    | Rønne     | 14117    | 2133    | 757        | Urmager F.J. Petersen | 386     |
| 2.    | Aakirkeby | 13810    | 2139    | 511        | Farver O. Sonne       | 300     |

## Maribo Amt
| Kreds | Valgsted     | Folketal | Vælgere | Deltagelse | Valgt                                  | Stemmer          |
| ----- | ------------ | -------- | ------- | ---------- | -------------------------------------- | ---------------- |
| 1.    | Nakskov      | 17647    | 2838    | 1642       | Pastor, magister J.C. Lindberg         | 843              |
| 2.    | Maribo       | 17628    | 2773    |            | Prokurator Just Georg Valdemar Aagaard | Valgt ved kåring |
| 3.    | Sakskøbing   | 15429    | 2321    |            | Gårdejer Hans Olesen                   | Valgt ved kåring |
| 4.    | Nykøbing     | 14050    | 2184    |            | Biskop, magister Ditlev Gothard Monrad | Valgt ved kåring |
| 5.    | Stubbekøbing | 14265    | 2375    | 1235       | Skolelærer H. Lindholm                 | 787              |

## Odense Amt
| Kreds | Valgsted   | Folketal | Vælgere | Deltagelse | Valgt                                | Stemmer          |
| ----- | ---------- | -------- | ------- | ---------- | ------------------------------------ | ---------------- |
| 1.    | Odense     | 15154    | 2227    |            | Kaptajn Julius Thorvaldsen Schovelin | Valgt ved kåring |
| 2.    | Kerteminde | 15000    | 2351    | 974        | Gårdmand Christen Larsen             | 769              |
| 3.    | Assens     | 14710    | 2143    | 925        | Prokurator H.V. Ettrup               | 476              |
| 4.    | Middelfart | 14671    | 2272    |            | Gårdmand Hans Jørgen Trydemann       | Valgt ved kåring |
| 5.    | Bogense    | 14954    | 2385    | 866        | Gårdfæster Peder Nielsen             | 588              |
| 6.    | Søndersø   | 13834    | 2117    |            | Gårdmand Hans Christian Johansen     | Valgt ved kåring |
| 7.    | Verninge   | 13282    | 2089    | 1136       | Pastor C.E. Møller                   | 743              |

## Svendborg Amt
| Kreds | Valgsted     | Folketal | Vælgere | Deltagelse | Valgt                             | Stemmer          |
| ----- | ------------ | -------- | ------- | ---------- | --------------------------------- | ---------------- |
| 1.    | Nyborg       | 14146    | 2166    | 1150       | Bogbinder J.N. Gomard             | 621              |
| 2.    | Kværndrup    | 12393    | 1997    | 625        | Gårdfæster Jens Jensen            | 407              |
| 3.    | Svendborg    | 15695    | 2468    |            | Seminarielærer Iver Nielsen Meier | Valgt ved kåring |
| 4.    | Fåborg       | 13422    | 2136    | 1202       | Gårdfæster R. Pedersen Milling    | 835              |
| 5.    | Sønder Broby | 13189    | 2006    | 964        | Gårdfæster K.Chr. Høier           | 769              |
| 6.    | Rudkøbing    | 17368    | 2543    |            | Redaktør Jens Andersen Hansen     | Valgt ved kåring |

## Hjørring Amt
| Kreds | Valgsted      | Folketal | Vælgere | Deltagelse | Valgt                               | Stemmer          |
| ----- | ------------- | -------- | ------- | ---------- | ----------------------------------- | ---------------- |
| 1.    | Frederikshavn | 13521    | 1945    |            | Etatsråd, købmand Regnar Westenholz | Valgt ved kåring |
| 2.    | Sæby          | 15095    | 2124    |            | Skolelærer Hartvig Jacobi Schou     | Valgt ved kåring |
| 3.    | Hjørring      | 14958    | 2214    | 1024       | Konsul C.H. Nielsen                 | 686              |
| 4.    | Vrejlev       | 15954    | 2472    | 1030       | Gårdmand K.P. Larsen                | 732              |
| 5.    | Halvrimmen    | 12044    | 1859    |            | Gårdmand Lars Jensen                | Valgt ved kåring |

## Thisted Amt
| Kreds | Valgsted  | Folketal | Vælgere | Deltagelse | Valgt                            | Stemmer          |
| ----- | --------- | -------- | ------- | ---------- | -------------------------------- | ---------------- |
| 1.    | Bjerget   | 12072    | 1934    |            | Skolelærer Peter Christian Myrup | Valgt ved kåring |
| 2.    | Thisted   | 12509    | 1898    | 991        | Cand.jur. H.E. Schack            | 507              |
| 3.    | Vestervig | 11985    | 1816    | 443        | Møller Johannes Jensen           | 253              |
| 4.    | Nykøbing  | 12166    | 1808    | 431        | Proproetær J.S. Knudsen          | 293              |

## Ålborg Amt
| Kreds | Valgsted    | Folketal | Vælgere | Deltagelse | Valgt                                               | Stemmer          |
| ----- | ----------- | -------- | ------- | ---------- | --------------------------------------------------- | ---------------- |
| 1.    | Nørresundby | 13117    | 1888    | 650        | Pastor L.D. Hass                                    | 508              |
| 2.    | Ålborg      | 12888    | 2101    |            | Justitsråd, toldkasserer Schule Theodor Thorbrøgger | Valgt ved kåring |
| 3.    | Bælum       | 13441    | 2145    |            | Skolelærer Anders Jungersen                         | Valgt ved kåring |
| 4.    | Brorstrup   | 13412    | 2155    | 794        | Skolelærer M. Andersen                              | 519              |
| 5.    | Nibe        | 12906    | 2087    |            | Redaktør Bernhard Philip Rée                        | Valgt ved kåring |

## Viborg Amt
| Kreds | Valgsted     | Folketal | Vælgere | Deltagelse | Valgt                                        | Stemmer          |
| ----- | ------------ | -------- | ------- | ---------- | -------------------------------------------- | ---------------- |
| 1.    | Skive        | 5072     | 2293    | 1055       | Gårdmand B. Nørgaard                         | 541              |
| 2.    | Viborg       | 9805     | 1410    |            | Overretsassessor Laurits Nørgaard Bregendahl | Valgt ved kåring |
| 3.    | Levring      | 12918    | 2140    | 918        | Sognefoged Chr. Jensen                       | 397              |
| 4.    | Sønder Vinge | 12359    | 1971    | 926        | Skolelærer P. Hansen                         | 571              |
| 5.    | Løvel        | 12095    | 1911    | 769        | Landmåler R. Sørensen                        | 419              |

## Randers Amt
| Kreds | Valgsted | Folketal | Vælgere | Deltagelse | Valgt                                | Stemmer          |
| ----- | -------- | -------- | ------- | ---------- | ------------------------------------ | ---------------- |
| 1.    | Mariager | 14152    | 2170    | 983        | Skolelærer, redaktør D.E. Rugaard    | 616              |
| 2.    | Randers  | 15119    | 2401    |            | Provst Jakob Vallentin               | Valgt ved kåring |
| 3.    | Hørning  | 16242    | 2509    |            | Gårdfæster Niels Christensen Condrup | Valgt ved kåring |
| 4.    | Grenå    | 13110    | 2112    | 630        | Skolelærer P.Chr.H. Wad              | 360              |
| 5.    | Ebeltoft | 13737    | 2214    | 710        | Gårdmand Jens Andersen               | 601              |

## Århus Amt
| Kreds | Valgsted   | Folketal | Vælgere | Deltagelse | Valgt                        | Stemmer          |
| ----- | ---------- | -------- | ------- | ---------- | ---------------------------- | ---------------- |
| 1.    | Odder      | 13935    | 2211    |            | Magister Gert Henrik Winther | Valgt ved kåring |
| 2.    | Århus      | 13585    | 2143    | 965        | Cand.jur. H. Hage            | 527              |
| 3.    | Skjoldelev | 15622    | 2134    | 874        | Gårdmand J. Pedersen         | 535              |

## Skanderborg Amt
| Kreds | Valgsted    | Folketal | Vælgere | Deltagelse | Valgt                       | Stemmer          |
| ----- | ----------- | -------- | ------- | ---------- | --------------------------- | ---------------- |
| 1.    | Horsens     | 16530    | 2673    | 1191       | Adjunkt J.L.S. Bohr         | 863              |
| 2.    | Skanderborg | 15871    | 2586    |            | Gårdejer Laurits Schøler    | Valgt ved kåring |
| 3.    | Brædstrup   | 16634    | 2569    |            | Gårdejer Rasmus Matthiassen | Valgt ved kåring |

## Vejle Amt
| Kreds | Valgsted   | Folketal | Vælgere | Deltagelse | Valgt                          | Stemmer          |
| ----- | ---------- | -------- | ------- | ---------- | ------------------------------ | ---------------- |
| 1.    | Fredericia | 13603    | 2088    |            | Avlsbruger Rasmus Ottesen      | Valgt ved kåring |
| 2.    | Kolding    | 13603    | 2116    |            | Pastor Henrik Ferdinand Binzer | Valgt ved kåring |
| 3.    | Vejle      | 15309    | 2365    | 934        | Kammerråd T. Linnemann         | 594              |
| 4.    | Give       | 12858    | 1843    | 557        | Sognefoged J. Christensen      | 294              |
| 5.    | Bjerre     | 14871    | 2245    |            | Gårdmand Therkel Therkelsen    | Valgt ved kåring |

## Ringkøbing Amt
| Kreds | Valgsted   | Folketal | Vælgere | Deltagelse | Valgt                                     | Stemmer                                     |
| ----- | ---------- | -------- | ------- | ---------- | ----------------------------------------- | ------------------------------------------- |
| 1.    | Ringkøbing | 12569    | 1899    |            | Pastor Vilhelm Schøler                    | Valgt ved kåring                            |
| 2.    | Lemvig     | 12165    | 1788    |            | Proprietær, tiendekommissær Jakob Boserup | Valgt ved kåring                            |
| 3.    | Holstebro  | 14632    | 2264    | 1058       | Justitsråd, birkedommer C.N. Petersen     | 540                                         |
| 4.    | Herning    | 10514    | 1584    | 604        | Gårdmand P. Knudsen                       | 362                                         |
| 5.    | Skjern     | 10758    | 1883    | 990        | Justitsråd, amtsforvalter N.E. Krarup     | 498 (valget blev annulleret 12. april 1853) |

## Ribe Amt
| Kreds | Valgsted       | Folketal | Vælgere | Deltagelse | Valgt                                                          | Stemmer          |
| ----- | -------------- | -------- | ------- | ---------- | -------------------------------------------------------------- | ---------------- |
| 1.    | Varde          | 12586    | 2049    |            | Gårdmand Jens Nielsen Uhre                                     | Valgt ved kåring |
| 2.    | Hjerting       | 12134    | 1949    | 404        | Professor, magister F.E. Schiern                               | 335              |
| 3.    | Ribe           | 12800    | 1829    | 760        | Finansminister, kammerherre, grev W.C.E. Sponneck              | 463              |
| 4.    | Steenvangsgård | 12744    | 1859    |            | Pastor Hans Christian Janus Nikolai Balthasar Krarup Sveistrup | Valgt ved kåring |
| 5.    | Bredebro       | 12069    | 1716    | 413        | Gårdejer M. Brodersen                                          | 234              |

## Færøerne
Der var 1422 valgberettigede ved valget 30. marts 1853. 797 vælgere stemte, og exam.juris N. Winther vandt med 488 stemmer mod 309 stemmer til provst O. Jørgensen.